# Iron Bodyguard
Iron Bodygard (大刀王五) est un film hongkongais coréalisé par Chang Cheh et Pao Hsueh-li et sorti en 1973. 
Il met en scène des personnages historiques dans une histoire romancée.

## Synopsis
M. Wang, un homme musclé mais passablement naïf, gérant d'une société travaillant dans le domaine de la sécurité et connu sous le nom de "Gros-Braquemart", fait la connaissance de Tang Si-tong, un jeune homme arrogant en passe d'être nommé au gouvernement, avec lequel il noue une amitié virile.
L'opposition soulevée par les réformes imposées par le petit groupe de technocrates dont fait partie Tang Si-tong ayant permis le retour au pouvoir de l'impératrice douairière Ts'eu-hsi et la mise à l'écart des fauteurs de troubles, M. Wang va devoir choisir entre le respect de la légalité et sa relation privilégiée avec le désormais ex-ministre.

## Fiche technique
- Titre original : 大刀王五 / Iron Bodygard[2],[3]
- Réalisation : Chang Cheh et Pao Hsueh-li
- Scénario : I Kuan
- Chorégraphie des combats : Tang Chia, Liu Chia-liang
- Société de production : Shaw Brothers
- Pays d'origine : Hong Kong
- Langue originale : mandarin
- Format : couleurs - 2,35:1 - mono - 35 mm
- Genre : drame politique, violence manuelle
- Durée : 94 min
- Date de sortie : 1973

## Distribution (par ordre d'apparition au générique)
- Chen Kuan-tai : M. Wang dit "Gros-Braquemart"
- Yueh Hua : Tan Sitong, un jeune technocrate
- Lily Li : sœur de monsieur Tan
- Pei Ti : Mlle Camomille, une prostituée liée sentimentalement et charnellement à M. Wang
- Li Hsiu-hsien : Hu Qi
- Lu Ti : M. Yan Feng dit "Poing de fer", un expert en arts martiaux
- Tung Lin : le général Chong
- Chiang Tao : le commandant Pei Feng
- Chiang Nan : M. Wen ping, un officier de police loyal envers le gouvernement
- Ricky Hui : un délinquant
- Tsang Choh-lam : un client du bordel fréquenté par monsieur Wang